# Linh dương Soemmerring
Linh dương Soemmerring (Nanger soemmerringii) là một loài động vật có vú trong họ Bovidae, bộ Artiodactyla. Loài này được Cretzschmar mô tả năm 1828.

## Hình ảnh

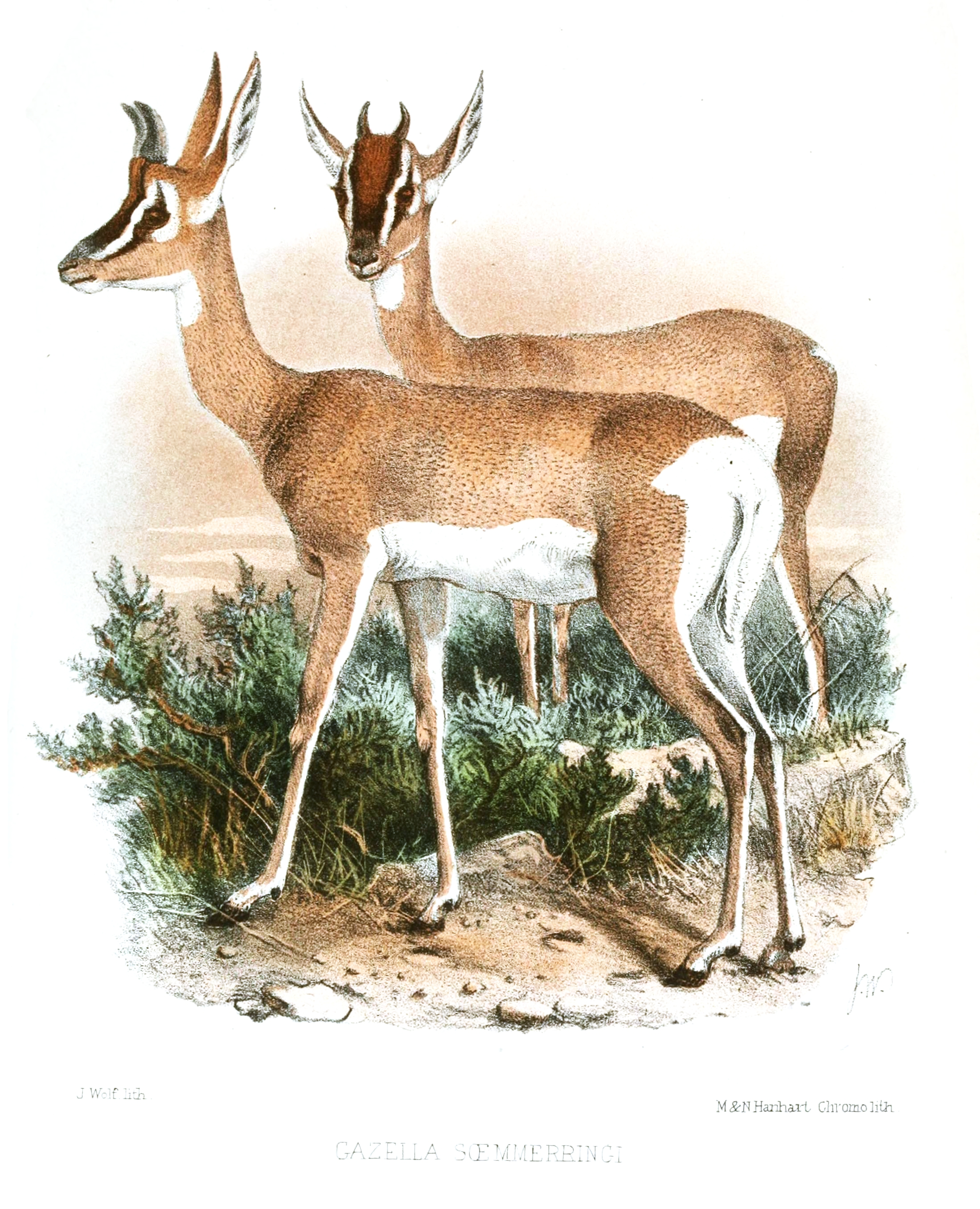
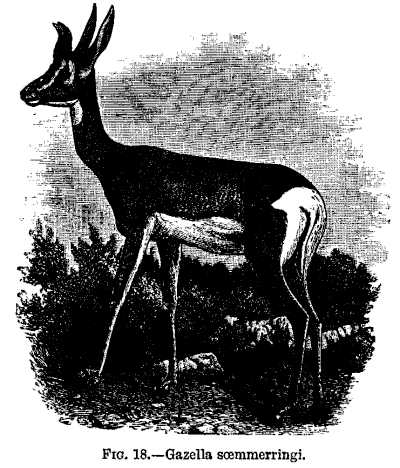